# زمین‌لرزه ۱۹۸۳ ژاپن
زمین‌لرزه ژاپن  در تاریخ ۲۶ مه ۱۹۸۳ میلادی، برابر با ‎۵ خرداد ۱۳۶۲، ساعت ۲:۵۹:۵۹ به زمان یوتی‌سی در ژاپن رخ داد. ژرفای این زلزله ۱۵٫۱ کیلومتر بود، و بزرگی آن ۷٫۷ در مقیاس Mw اعلام شده‌است. زمین‌لرزه به وقت محلی در روز پنج‌شنبه، ساعت ۱۱ روی داده و منطقه زمانی آن یوتی‌سی +۹ بوده‌است .
سازمان زمین‌شناسی آمریکا نیز رومرکز این زمین‌لرزه را در مختصات ۴۰°۲۷′۴۳″شمالی ۱۳۹°۰۶′۰۷″شرقی / ۴۰٫۴۶۲°شمالی ۱۳۹٫۱۰۲°شرقی و ژرفای آنرا در ۲۳ کیلومتر گزارش کرده‌است. بزرگی برگزیدهٔ این سازمان از میان بزرگیهای محاسبه‌شدهٔ مختلف ۷٫۸ در مقیاس MS بوده و از دید اثر، در میان چهار دسته‌بندی «نامحسوس»، «محسوس»، «زیان‌آور» یا «با تلفات»، زلزله را «با تلفات» اعلام کرده‌است.سونامی نیز در این زلزله گزارش شده‌است.
پروژهٔ «تنسور گشتاور مرکزوار» زاویه‌های (راستا، شیب، ریک) گسل سازندهٔ زمین‌لرزه و صفحه عمود بر آنرا (°۱۶، °۲۷، °۸۶) یا (°۲۰۰، °۶۳، °۹۲) و نوع گسل را «معکوس» فرارسانده‌است.
شمار کشتگان زلزله حدود ۱۰۴ نفر بوده‌است.تعداد زخمیان ۱۶۳ نفر برآورده شده‌است.